# 서울안평초등학교
서울안평초등학교(Seoul Anpyeong Elementary School)는 대한민국 서울특별시 동대문구에 위치한 공립 초등학교이다.

## 학교 연혁
- 1990년 7월 16일 서울안평국민학교 설립인가
- 1990년 10월 10일 개교
- 1996년 3월 1일 서울안평초등학교로 교명 개칭

## 갤러리

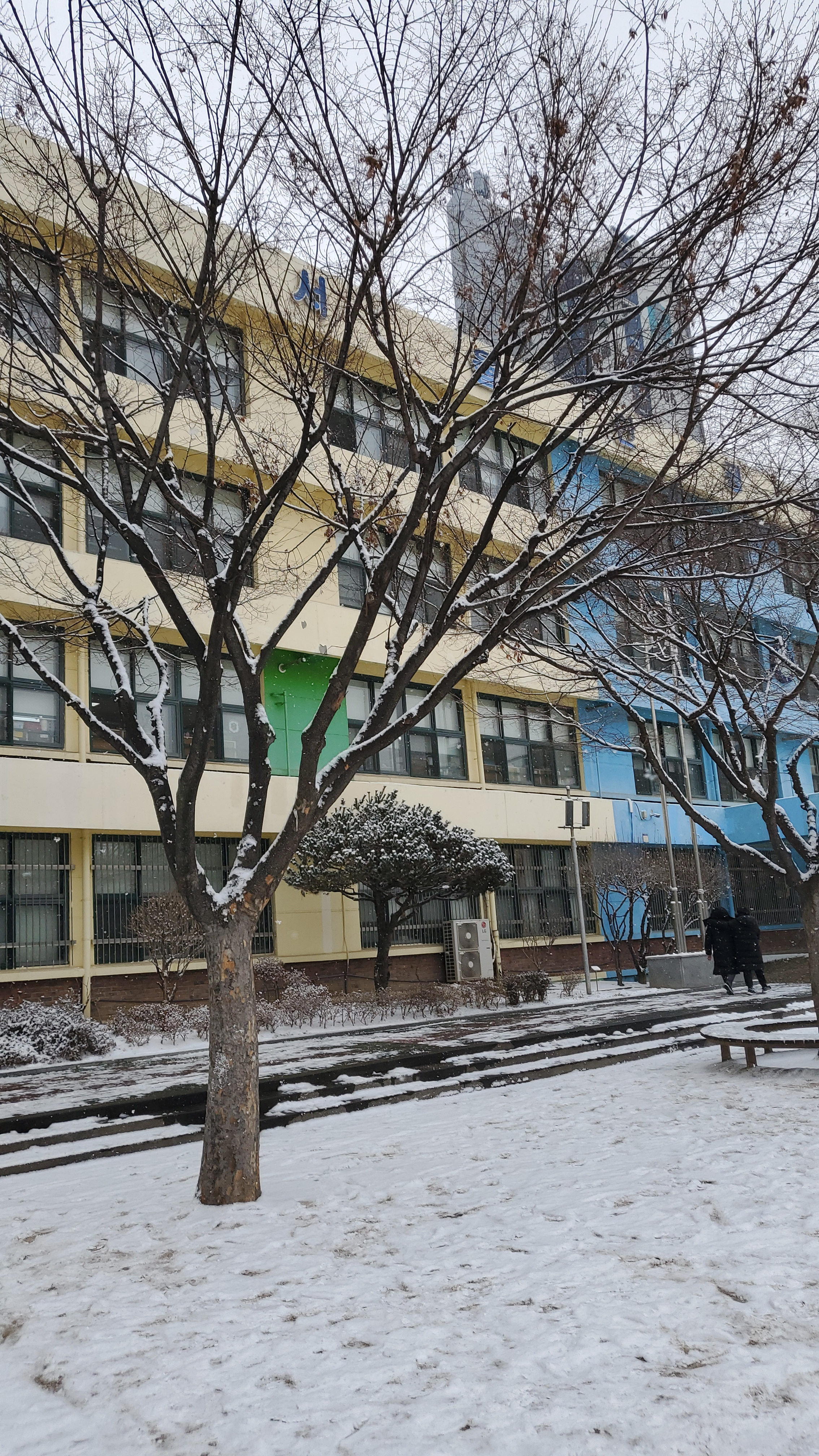
겨울

## 참고 자료
- 서울안평초등학교 - 한국교육학술정보원 학교알리미